# Шёпот в ночи
«Шёпот в ночи» (англ. Whispers In The Dark) — американский кинофильм 1992 года.

## Сюжет
Психиатру Энн Хекер начинает постоянно снится один и тот же сон. Он вызван рассказом её пациентки о своих отношениях с любовником Дугом. Через некоторое время Энн знакомится с Дугом и влюбляется в него. Однако вскоре она узнаёт, что он является любовником её внезапно умершей пациентки.
Из-за возникших подозрений жизнь Энн становится навязчивым кошмаром. Через некоторое время в жизни Энн возникает зловещий художник, который когда-то лечился у психиатра, замешанного в серии преступлений на сексуальной почве. Энн приняла брошенный ей вызов, из-за чего ей грозит смертельная угроза…

## В ролях
- Аннабелла Шиорра — Энн Гекер
- Джейми Шеридан — Дуг МакДауэлл
- Энтони Лапалья — детектив Моргенштерн
- Джилл Клейберг — Сара Грин
- Джон Легуизамо — Быстрый Джонни Си (Джон Кастильо)
- Дебора Кара Ангер — Ив Эбергрей
- Алан Алда — Лео Грин
- Энтони Хилд — Пол
- Жаклин Брукс — миссис МакДауэлл
- Джин Кэнвилд — Билли О’Меара
- Джозеф Бадалуччо — полицейский под прикрытием

## История проката

### Даты премьер
Даты приведены в соответствии с данными IMDb.
- США — 7 августа 1992 года
- Аргентина — 22 октября 1992 года
- Финляндия — 5 марта 1993 года
- Франция — 28 апреля 1993 года
- Испания — 4 июня 1993 года
- Нидерланды — 17 июня 1993 года
- Германия — июль 1993 года
- Гонконг — 21 сентября 1993 года

## Награды и номинации
Список наград приведён в соответствии с данными IMDb.
| Год  | Премия                      | Категория                         | Имя       | Результат |
| ---- | --------------------------- | --------------------------------- | --------- | --------- |
| 1993 | Кинопремия «Золотая малина» | Худшая мужская роль второго плана | Алан Алда | Номинация |